# Saxifraga hariotii
Saxifraga hariotii är en stenbräckeväxtart som beskrevs av Luizet, Soulié. Saxifraga hariotii ingår i Bräckesläktet som ingår i familjen stenbräckeväxter. Inga underarter finns listade i Catalogue of Life.